# Скрученник спиральный
Скру́ченник спира́льный (лат. Spirānthes spirālis)  — травянистое растение;  типовой вид рода Скрученник (Spiranthes) семейства Орхидные (Orchidaceae).

## Ботаническое описание

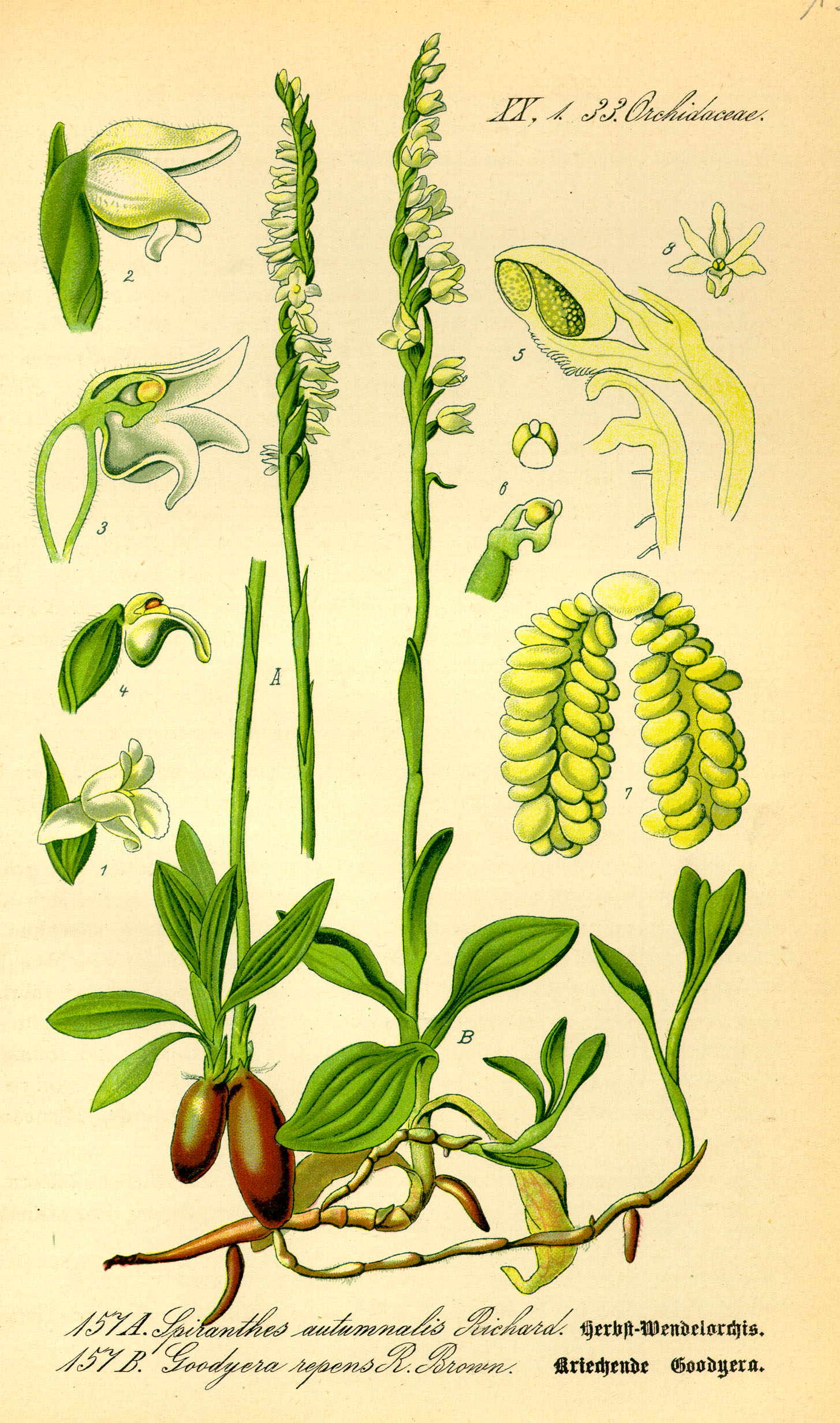

Многолетнее травянистое растение высотой 10—35 см. Корни клубневидные, продолговатые, яйцевидные.
К стеблю крепятся прижатые заострённые влагалища длиной 1,5—4 см. Прикорневые листья острые, яйцевидной либо продолговатой формы, ко времени цветения отмирающие.
Соцветие  — односторонний спирально закрученный колос. Цветение наступает на 13-й — 15-й год жизни.
Плод  — сухая коробочка.
Мезофит, сциофит. Обитает на сырых лугах, опушках, лесных полянах.

## Ареал
В России встречается на Северном Кавказе и Западном Кавказе. За рубежом обитает в Европе и Малой Азии.

## Охранный статус
Редкий вид. Занесён в Красные книги России, Краснодарского края, Дагестана. Также вид занесён в Красную книгу Украины.
Вымирает в связи с хозяйственным освоением территорий в местах своего произрастания и сбором цветущих растений на букеты.
Включен в приложение II CITES.

## Синонимика
По данным The Plant List вид имеет следующие синонимы:
- Epipactis spiralis (L.) Crantz
- Gyrostachys autumnalis (Balb.) Dumort.
- Gyrostachys spiralis (L.) Kuntze
- Ibidium spirale (L.) Salisb.
- Neottia autumnalis (Balb.) Steud.
- Neottia autumnalis (Balb.) Pers.
- Neottia spiralis (L.) Sw.
- Ophrys autumnalis Balb.
- Ophrys spiralis L.
- Serapias spiralis (L.) Scop.
- Spiranthes autumnalis (Balb.) Rich.
- Spiranthes autumnalis f. bracteata E.G.Camus
- Spiranthes autumnalis var. major Rouy
- Spiranthes autumnalis f. oycoviensis Zapal.
- Spiranthes autumnalis var. parviflora Schur
- Spiranthes autumnalis f. parviflora Soó
- Spiranthes glauca Raf.